# Hammergraben (Wagram)

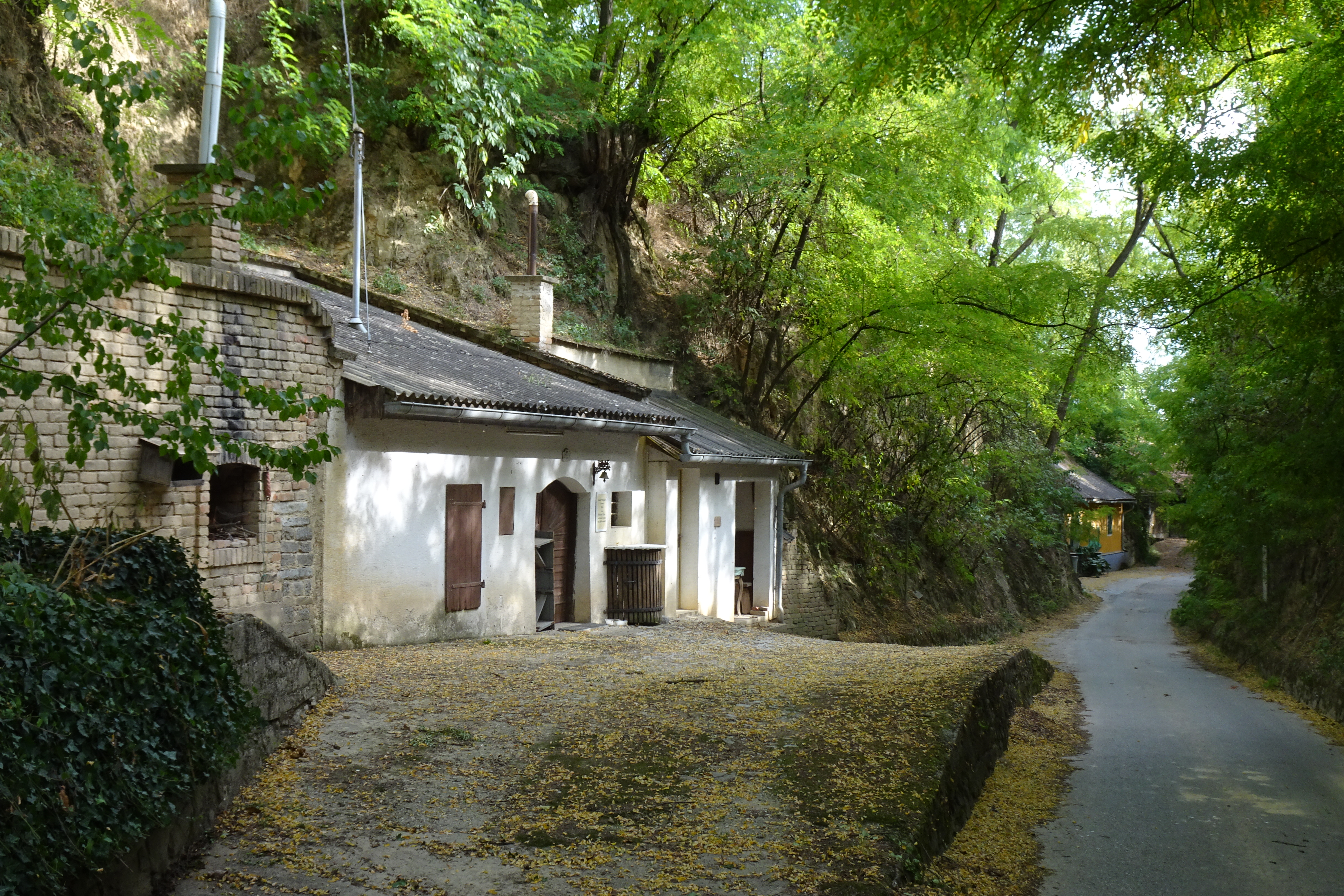
Weinkeller im Lössgraben

Der Hammergraben in der österreichischen Marktgemeinde Fels in der Region Wagram, einer von sieben Lössgräben, ist ein Wein- und Naturlehrpfad.
In ihn mündet der Zwerigraben ein, am oberen Ende gibt es einen Übergang zur Kellergasse Scheibe, die einen Parallelgraben bildet. Ebenso parallel verlaufen die Gräben Dorner, Mitterweg und Steinagrund.
Die bis zu zehn Meter tiefen Gräben und Hohlwege bildeten sich durch Erosionen und damit die Grundlage für den späteren Bau der Kellergassen.
Das Ausflugsziel Hammergraben bietet Lößwände, an denen seltene Pflanzenarten wachsen, eine Vielzahl verschiedener Säugetiere und Vögel (ca. 70 Arten, davon stehen einige unter Naturschutz) und ist Ausgangspunkt für einen Wein- und Naturlehrpfad, der einen historischen, einen naturgeschichtlichen und einen weinbauspezifischen Teil umfasst und am nördlichen Ende auf der Riede "Brunnthal" mit der Felser Warte endet.